# Word Up! (single)
Word Up! is een nummer van de Amerikaanse band Cameo uit 1986. Het is de eerste single van hun twaalfde gelijknamige studioalbum.
De titel is een gezegde dat populair was in New York en andere stedelijke gebieden in de VS. Het fungeerde als een bevestiging van wat er werd gezegd, een soort hippere versie van "reken maar". Het nummer werd in diverse landen een hit en bereikte de 6e positie in de Amerikaanse Billboard Hot 100. In Nederland werd de plaat veel gedraaid op Radio 3 en werd een hit. "Word Up!" bereikte de 10e positie in de Nederlandse Top 40 en de 9e positie in de Nationale Hitparade. In de Europese hitlijst op Radio 3, de TROS Europarade, werd de 19e positie bereikt. Ook in België kende de single succes en bereikte het de 8e positie in de Vlaamse Radio 2 Top 30. 